# Dictionnaire de théologie catholique
O Dictionnaire de théologie catholique (DTC) é uma obra que expõe as doutrinas e a história da teologia católica. Foi publicado em parcelas de 1899 a 1950.

## Histórico
Este dicionário de referência foi iniciado em 1898 sob a direção do abade Jean Michel Alfred Vacant (1852-1901) e continuado sob a direção de Eugène Mangenot (1856-1922) e então Émile Amann. Neste trabalho participa um grande número de colaboradores , principalmente teólogos como Ambroise Gardeil, Réginald Garrigou-Lagrange, Albert Michel, Thomas Deman, ou o Cardeal Yves Congar .
Foi publicado em Paris, pelas edições Letouzey et Ané, em fascículos de 1899 a 1950 , reunidos em quinze volumes constituindo trinta volumes publicados de 1902 a 1950.
O reconhecimento deste trabalho por parte do episcopado foi dado pelo imprimatur do Cardeal Richard de Paris, do Bispo Turinaz de Nancy, do Cardeal Dubois de Paris, do Arcebispo Ruch de Estrasburgo e depois dos Vigários Gerais de Paris . Uma bênção do Cardeal Verdier em 7 de outubro de 1930 mantém um rastro no volume 11 .
As tabelas gerais são estabelecidas por Bernard Loth e Albert Michel, em três volumes de 1951 a 1972.
Esta obra foi um órgão de participação ativa nos grandes debates epistemológicos que renovam a teologia católica contemporânea segundo Sylvio De Franceschi . Foi inicialmente anti-Mordernista e, portanto, conservador sob os dois primeiros diretores até 1922. Depois, com Emile Amaan no volume 7.2 , o dicionário adapta sua metodologia para atender às exigências científicas que surgiram com o modernismo .